# Gare de Sainte-Maure - Noyant
La gare de Sainte-Maure - Noyant est une gare ferroviaire française de la ligne de Paris-Austerlitz à Bordeaux-Saint-Jean, située sur le territoire de la commune de Noyant-de-Touraine, à proximité de Sainte-Maure-de-Touraine, dans le département d'Indre-et-Loire, en région Centre-Val de Loire.
C'est une gare de la Société nationale des chemins de fer français (SNCF), desservie par des trains TER Centre-Val de Loire circulant entre Tours et Port-de-Piles ou Poitiers.

## Situation ferroviaire
Établie à 88 m d'altitude, la gare de Sainte-Maure - Noyant est située au point kilométrique (PK) 269,655 de la ligne de Paris-Austerlitz à Bordeaux-Saint-Jean entre les gares de Maillé et Villeperdue.

## Histoire
La gare est ouverte le 15 juillet 1851.

## Service des voyageurs

### Accueil
Gare SNCF, elle dispose d'un bâtiment voyageurs avec guichets ouverts du lundi au vendredi. Ceux-ci sont fermés les samedi, dimanche et fêtes. Elle est équipée de deux quais latéraux avec abris. Le passage d'un quai à l'autre se fait par un souterrain.

### Desserte
Saint-Maure - Noyant est desservie par des trains du réseau TER Centre-Val de Loire circulant entre Tours et Port-de-Piles. Au-delà de Port-de-Piles, certains trains sont prolongés ou amorcés à Poitiers.

### Intermodalité
Un parc pour les vélos et un parking pour les véhicules y sont aménagés.

## Service des marchandises
Cette gare est ouverte au service du fret

## La gare au cinéma
La gare a servi de cadre pour une scène du film Feux rouges (2004) de Cédric Kahn.